# Cyril Gély
Cyril Gély (Boulogne-Billancourt, 1968. március 23. –) francia író.

## Életrajza
Az üzleti iskola és a pénzügyi mesterszak elvégzése után az École de la rue Blanche színész szakára iratkozott be.
2003-ban mutatták be első darabját, a Signé Dumas-t a Théâtre Marigny színházban, Francis Perrin és Thierry Frémont főszereplésével. A darab Alexandre Dumas és „négere” Auguste Maquet kapcsolatát meséli el. A darabot 2018-ban a La Bruyère színházban újították fel.
2011-ben: Diplomatie (Niels Arestrup és André Dussollier) a Théâtre de la Madeleine színházban került bemutatásra. A darab Dietrich von Choltitz német tábornok és Raoul Nordling svéd diplomata találkozását meséli el, és azt a folyamatot, amely arra késztette Choltitzot, hogy 1944 augusztusában ne hajtsa végre Hitler parancsát Párizs elpusztítására. A Diplomatie-t több mint tizenöt országban mutatták be, és 2014-ben Volker Schlöndorff vitte filmvászonra, ugyanazokkal a színészekkel. Cyril Gély a sanghaji fesztiválon a forgatókönyvért elnyerte a nagydíjat, 2015-ben pedig a legjobb adaptációért járó Césart.
Ezután ő írta a Chocolat forgatókönyvét, amelynek főszereplői Omar Sy és James Thierrée, rendezője pedig Roschdy Zem. A film Chocolat bohóc történetét meséli el, aki az első fekete művész a francia színpadon. A George Footittal alkotott bohócduó hatalmas sikert aratott a Belle Epoque Párizsában.
A Le Prix című regénye, amely 2019-ben jelent meg az Albin Michel kiadónál, 1946. december 10-én játszódik a stockholmi Grand Hotelben. Otto Hahn várja, hogy átvegye a kémiai Nobel-díjat. Lakosztályában csatlakozik hozzá Lise Meitner, egykori kollégája, akivel több mint harminc évig dolgozott együtt. Lise azonban nem gratulálni jött, hanem leszámolni. Ez a regény a Prix Relay des voyageurs és a Prix des libraires jelöltjei közé került.
Cyril Gély ezután kiadta a La Forêt aux Violons és a Le Dernier Thé de Maître Sohô című regényeket, és megírta az Une belle course forgatókönyvét, a filmben Line Renaud és Dany Boon voltak a főszereplők.
2024-ben mutatták be a Dans les yeux de Monet című darabot a Théâtre de la Madeleine-ben, Clovis Cornillac, Maud Baecker és Éric Prat főszereplésével, Tristan Petitgirard rendezésében.
Színpadra adaptálta Le Prix című regényét, amely Lise Meitner és Otto Hahn stockholmi találkozását meséli el azon a napon, amikor az utóbbi megkapta a Nobel-díjat. A darabot 2025-ben mutatták be a Théâtre Hébertot színházban, Tristan Petitgirard rendezésében, Ludmila Mikaël és Pierre Arditi főszereplésével.

## Művei

### Regények
- La Traversée, Spengler, 1995
- Le Cercle de Pierre, Éditions Anne Carrière, 1997
- Poétique du Combat, Krakoen, 2009
- Toujours Libre, la saga des Saint-Quare, le Rocher, 2014
- Fabrika, Albin Michel, 2016
- Le Prix, Albin Michel, 2019
- La Forêt aux Violons, Albin Michel, 2020
- Le Dernier Thé de Maître Sohô, Arléa, 2024[10]

### Színdarab
- Signé Dumas, 2003[11][12], 2018[13], 2022
- La Véranda, 2008
- Diplomatie, 2011[14]
- 2 + 2, 2019
- Dans les yeux de Monet, 2024
- Le Prix, 2025

### Magyarul megjelent
- Hasadás (Le Prix) – Trend, 2024 · ISBN 9786156469250 · fordította: Pacskovszky Zsolt
- Szohó mester utolsó teája (Le Dernier Thé de Maître Sohô) – Trend, 2025 · ISBN 9786156469465 · fordította: Pacskovszky Zsolt

### Film
- Diplomatie, forgatókönyv, 2014[15][16]
- Chocolat, forgatókönyv, 2016[17][18]
- Une belle course, forgatókönyv, 2022[19]

## Fordítás
- Ez a szócikk részben vagy egészben  a   Cyril Gély című francia Wikipédia-szócikk fordításán alapul.  Az eredeti cikk szerkesztőit annak laptörténete sorolja fel. Ez a jelzés csupán a megfogalmazás eredetét és a szerzői jogokat jelzi, nem szolgál a cikkben szereplő információk forrásmegjelöléseként.